# Cercopithecus
Cercopithecus là một chi động vật có vú trong họ Cercopithecidae, bộ Linh trưởng. Chi này được Linnaeus miêu tả năm 1758. Loài điển hình của chi này là Simia diana Linnaeus, 1758.

## Hình ảnh

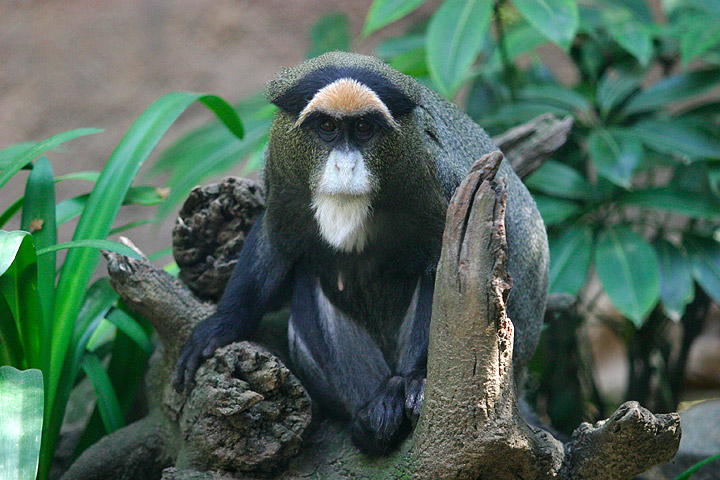
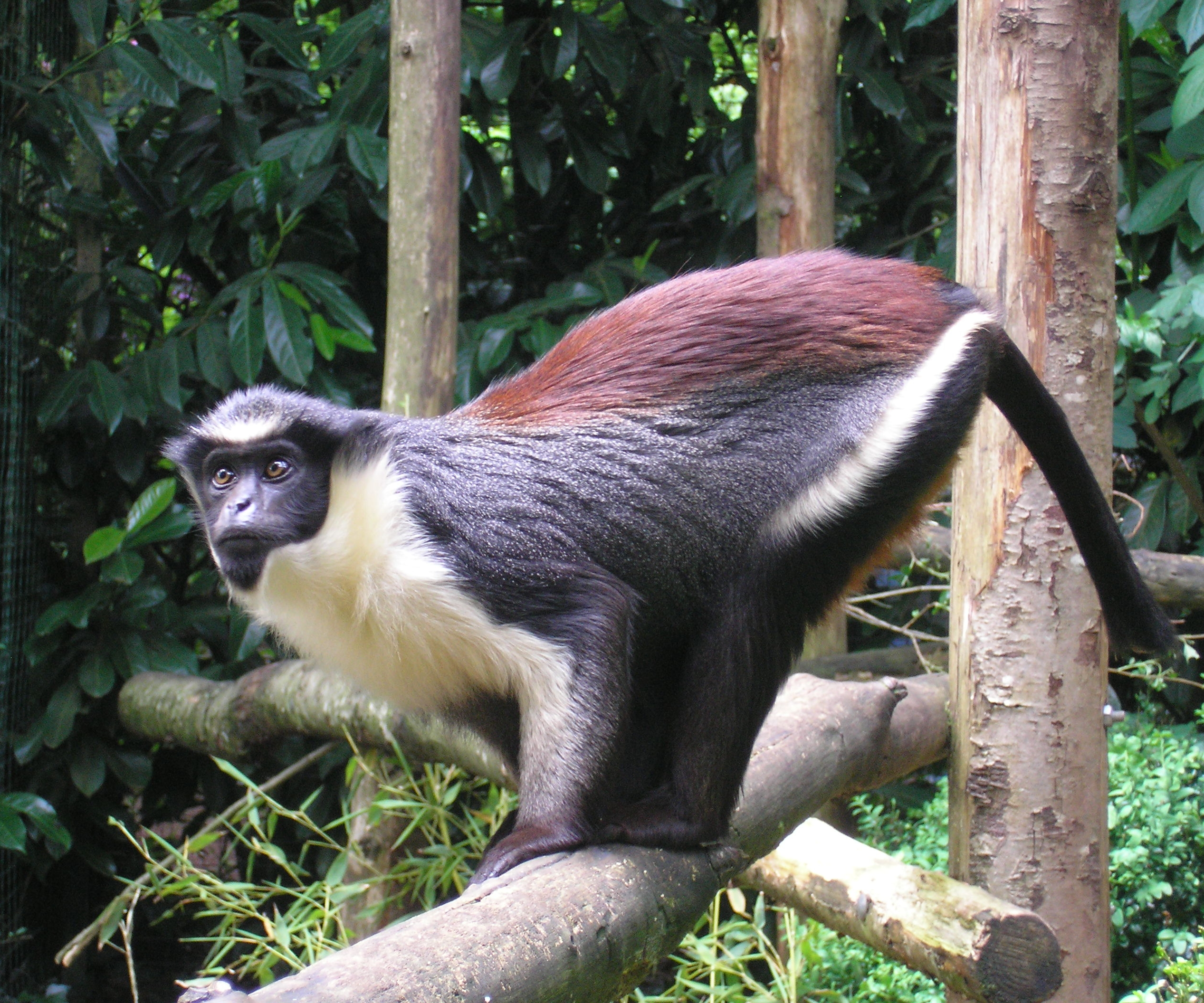
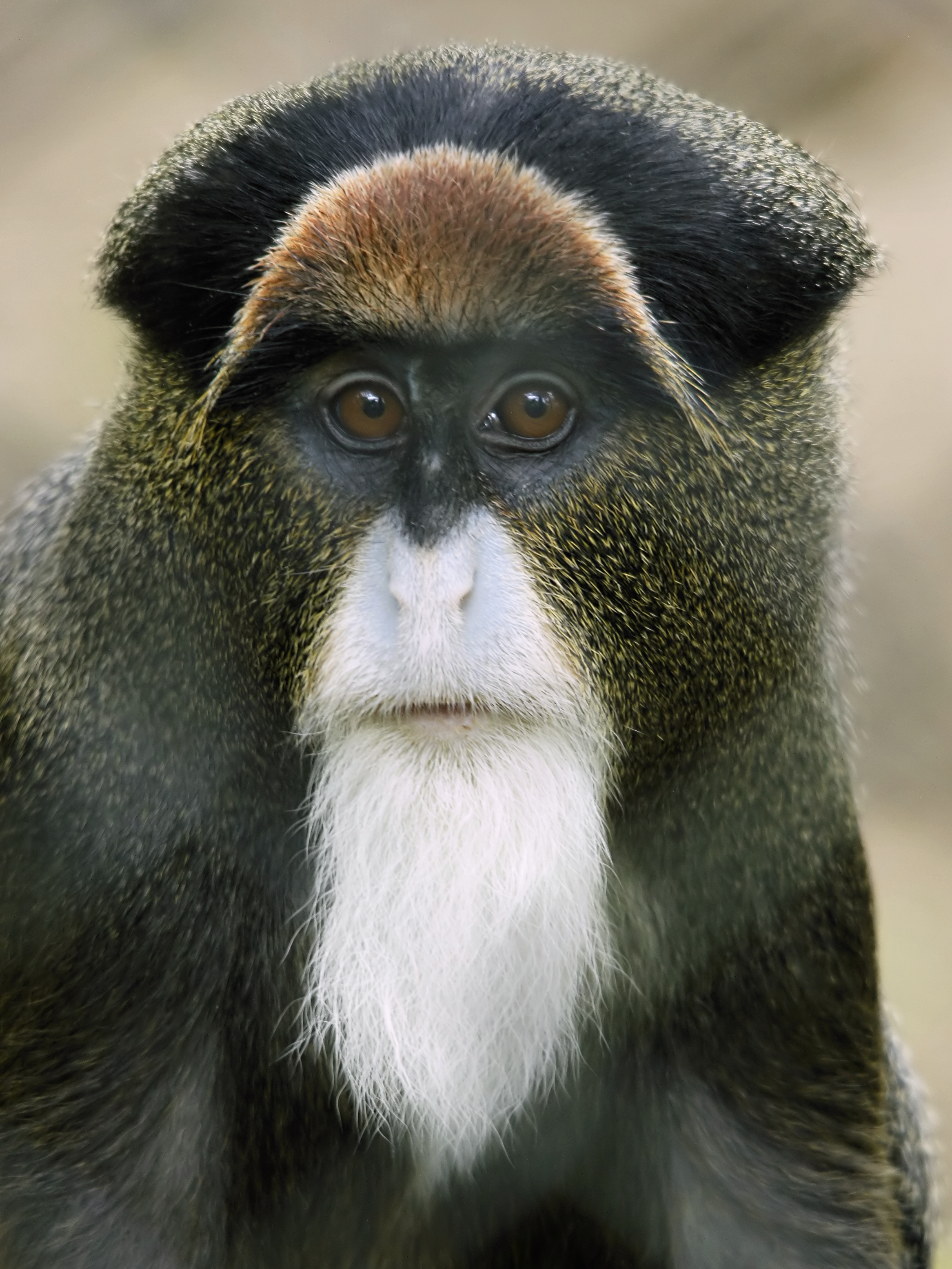
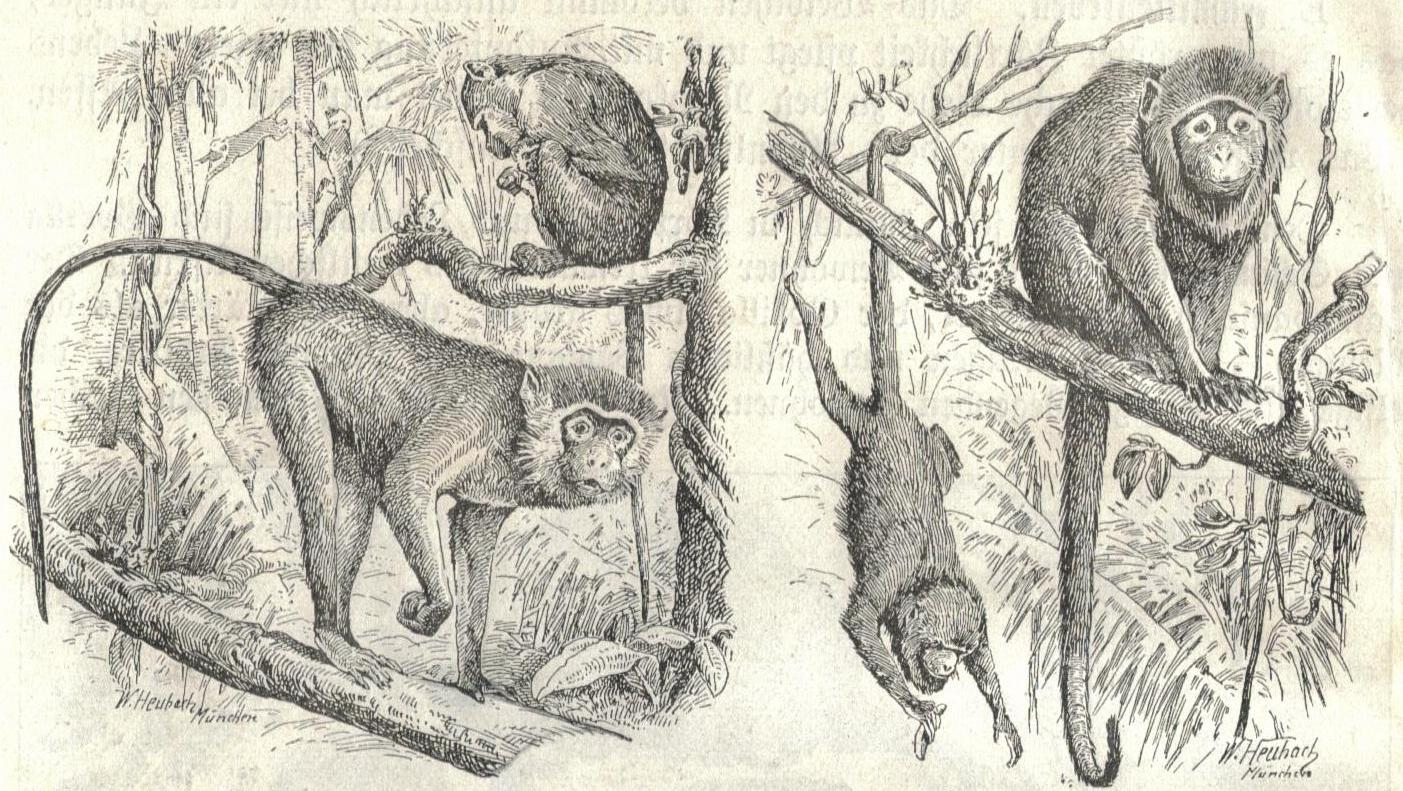

## Các loài
Chi này gồm các loài: